# Сидоренко, Револьд Аронович
Рево́льд Аро́нович Сидоре́нко (7 октября 1925, Харьков, Украинская ССР, СССР — 14 января 2022, Екатеринбург) — советский учёный, инженер-металлург, доктор технических наук (1990), профессор (1992), ректор общественного университета педагогических знаний. Известен работами по исследованию механизма формообразования графитовых включений в чугунах.

## Биография
Родился 7 октября 1925 года в городе Харьков, Украинская ССР, в семье Арона Абрамовича Сидоренко (1896—1962), сотрудника Главного управления местной промышленности Наркомата тяжёлой промышленности СССР, и Фейги Фроимовны Сидоренко (в девичестве Котляр, 1899—1969). Брат — доктор физико-математических наук, профессор Феликс Аронович Сидоренко.
В 1943 году мобилизован Свердловским военным комиссариатом в ряды Красной армии. Закончил войну в звании капитана. Награждён медалью «За победу над Германией в Великой Отечественной войне 1941—1945 гг.» и Орденом Отечественной войны II степени.
В 1950 году поступил в Уральский политехнический институт, который окончил в 1955 году. После этого работал в этом институте, где последовательно был ассистентом, доцентом и профессором (с 1992 года) на кафедре «Литейное производство» и на кафедре «Электронное машиностроение».
В 1959 году успешно защитил диссертацию на тему «Влияние серы на образование графита в сплавах элементов подгруппы железа с углеродом» на соискание учёной степени кандидата технических наук.
Был избран ректором общественного университета педагогических знаний. В 1992 году защитил докторскую диссертацию.
Сфера научных интересов Сидоренко лежит в области исследований механизма формообразования графитовых включений в чугунах, для изучения которого впервые применил методы полупроводниковой металлургии — зонную плавку и направленную кристаллизацию, метод меченых атомов.
Уточнил знания об условиях формирования графита в чугуне и подобных ему сплавах (никель-углерод, кобальт-углерод), о механизме действия сфероидизаторов и десфероидизаторов графита, расширил представления о механизме затвердевания чугунов с шаровидным графитом.
Изобрёл ковкий чугун с шаровидным графитом с повышенными механическими характеристиками, превосходящий бронзы по антифрикционным свойствам. Усовершенствовал технологии металлизации и пайки углеграфитовых материалов и керамики.
Получил 23 авторских свидетельства на изобретения. Написал более 100 научных работ.
Скончался 14 января 2022 года, похоронен на Северном кладбище Екатеринбурга.

## Семья
Жена — Фаина Григорьевна Сидоренко (урождённая Войханская, 1936—2005).